# Saliceto (Haute-Corse)
Pour les articles homonymes, voir Saliceto.
Saliceto est une commune française située dans la circonscription départementale de la Haute-Corse et le territoire de la collectivité de Corse. Elle appartient à l'ancienne piève de Rostino, en Castagniccia.

## Géographie

### Situation
Saliceto appartient à la piève de Rostino, dans le nord-ouest de la Castagniccia. La commune est située en surplomb de la moyenne vallée de la Casaluna, qui longe le versant occidental du massif du Monte San Petrone avant d'aller grossir le Golo et qui occupe la partie occidentale de la grande Castagniccia. La commune se trouve en limite du parc naturel régional de Corse auquel elle n'a pas adhéré.

### Géologie et relief

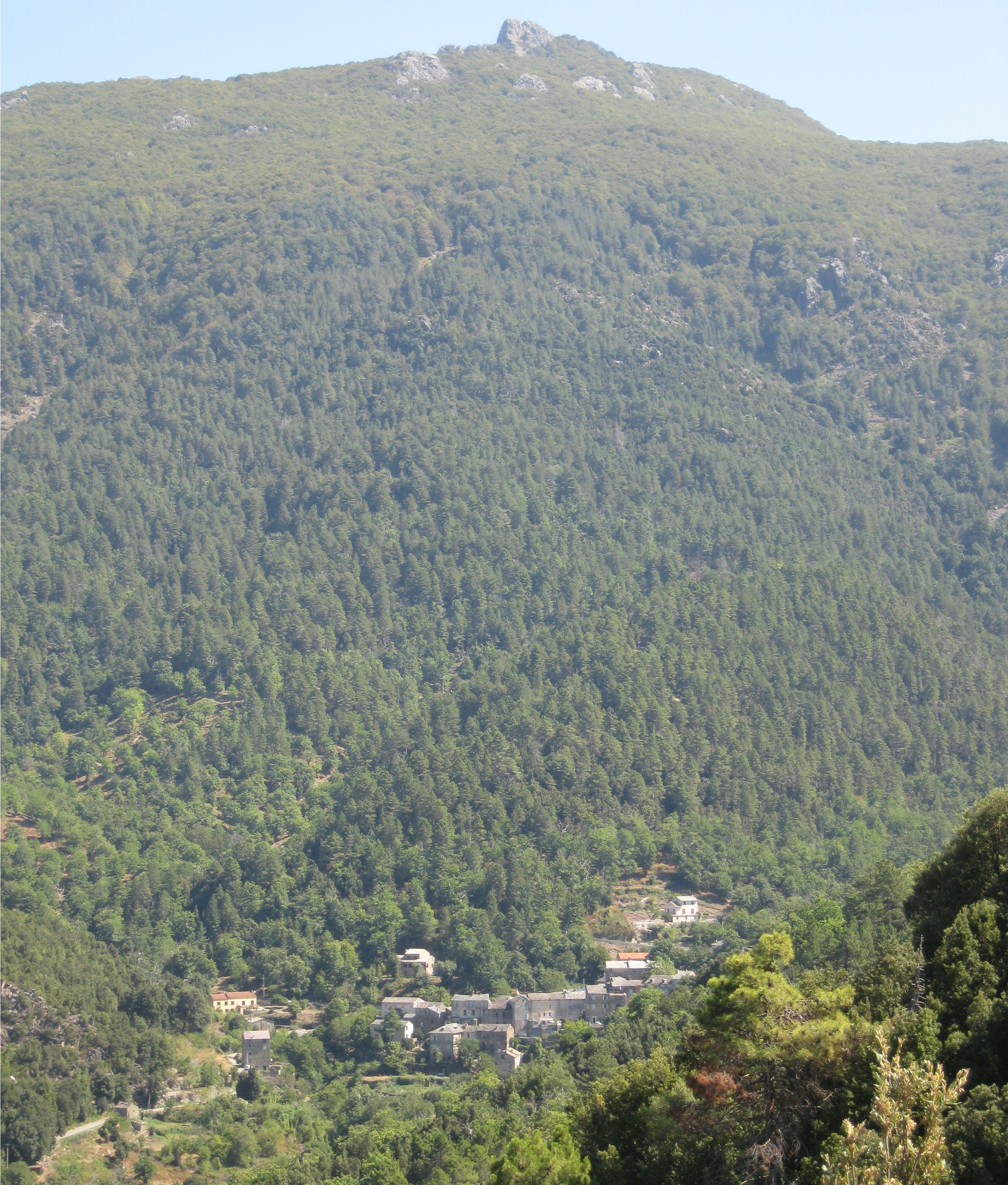
Vue de Saliceto, niché au pied du mont San Petrone.

Le territoire de Saliceto est spectaculairement allongé, marqué par une arête rocheuse centrale déclinant vers le nord depuis la Punta Mazzoncello 863 m, avec de nombreux ravins d'où s'écoulent autant de ruisseaux. De plus, son finage accuse une importante différence d’altitude entre les bords du fleuve Golo et San Petrone, dont, d’ailleurs, les Salgitinchi affirment que c’est « le leur », vu que l’extrémité de ce sommet tabulaire se trouve sur leur commune.

### Climat et végétation
Le village de Vicinato (devenu hameau) bénéficie d'un microclimat méditerranéen en raison de son exposition qui permet, depuis les temps les plus reculés la culture de l'olivier. Le nom du hameau dont Vicinato est voisin (Savinacce, i.e. les Sabines), rappelle que cette culture et cette variété d'oliviers sont référées à l'époque romaine.
Le village de Saliceto est construit près de deux rivières (d'où les saules). Le fait est rare en Corse pour un village de montagne aussi ancien. Niché dans une haute vallée, on dit que le soleil n'y arrive que tard dans la journée (voire pas du tout au cœur de l'hiver). Mais il est également dit que, arrivé à Saliceto,  le soleil s'y plait au point de ne plus en repartir ("Da u Salgetu, u sole ùn ne parte più"). En effet, la vallée s'ouvre au couchant, et l'altitude du village fait que, à certaines périodes de l'année, loin en mer, le soleil reste visible très tard.

### Voies de communication et transports

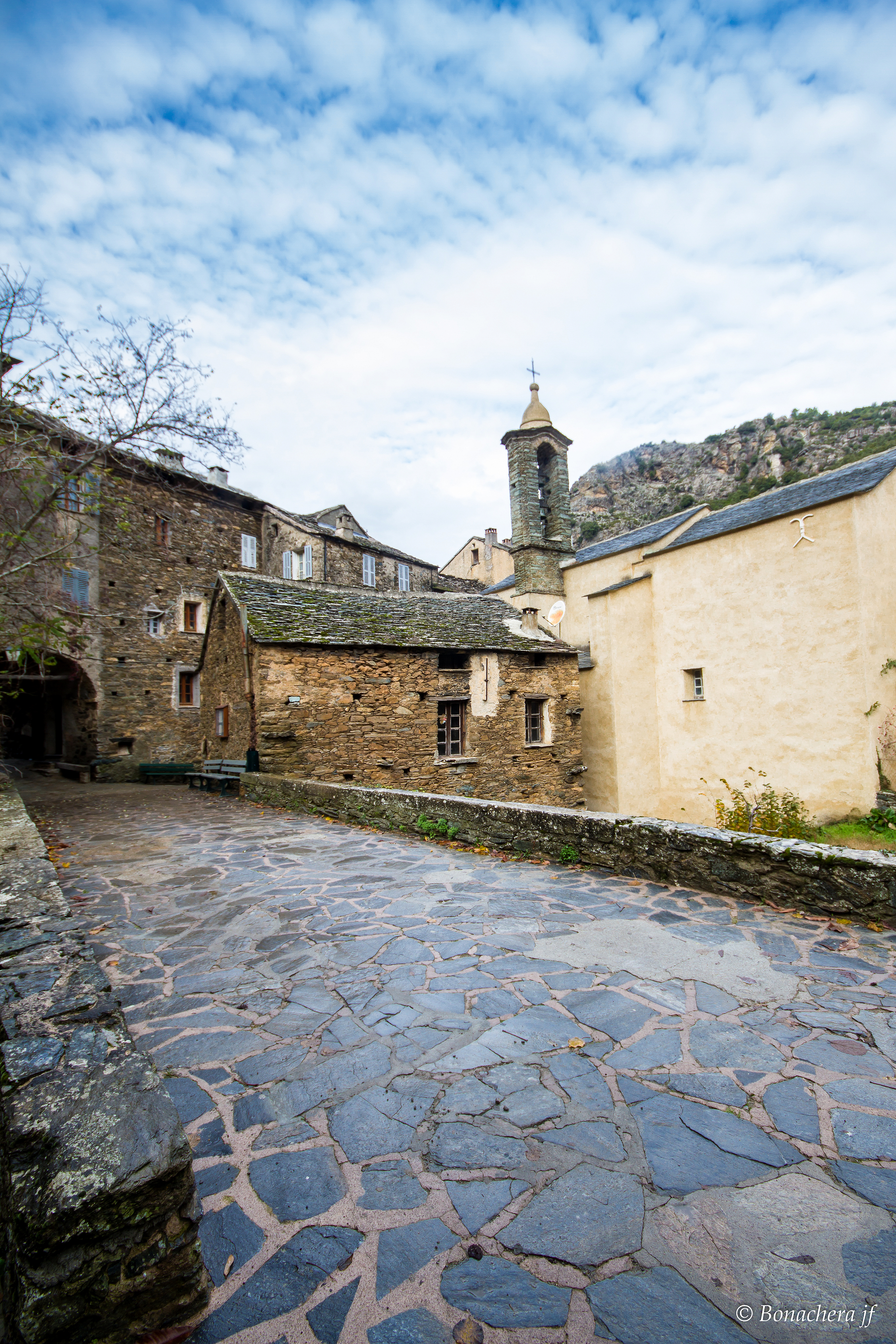
Entrée du village.

## Urbanisme

### Typologie
Au 1er janvier 2024, Saliceto est catégorisée commune rurale à habitat très dispersé, selon la nouvelle grille communale de densité à sept niveaux définie par l'Insee en 2022.
Elle est située hors unité urbaine. Par ailleurs la commune fait partie de l'aire d'attraction de Corte, dont elle est une commune de la couronne,. Cette aire, qui regroupe 34 communes, est catégorisée dans les aires de moins de 50 000 habitants,.

### Occupation des sols
L'occupation des sols de la commune, telle qu'elle ressort de la base de données européenne d’occupation biophysique des sols Corine Land Cover (CLC), est marquée par l'importance des forêts et milieux semi-naturels (94,5 % en 2018), une proportion identique à celle de 1990 (94,5 %). La répartition détaillée en 2018 est la suivante : 
forêts (68,3 %), milieux à végétation arbustive et/ou herbacée (26,2 %), zones agricoles hétérogènes (5,5 %). L'évolution de l’occupation des sols de la commune et de ses infrastructures peut être observée sur les différentes représentations cartographiques du territoire : la carte de Cassini (XVIIIe siècle), la carte d'état-major (1820-1866) et les cartes ou photos aériennes de l'IGN pour la période actuelle (1950 à aujourd'hui).

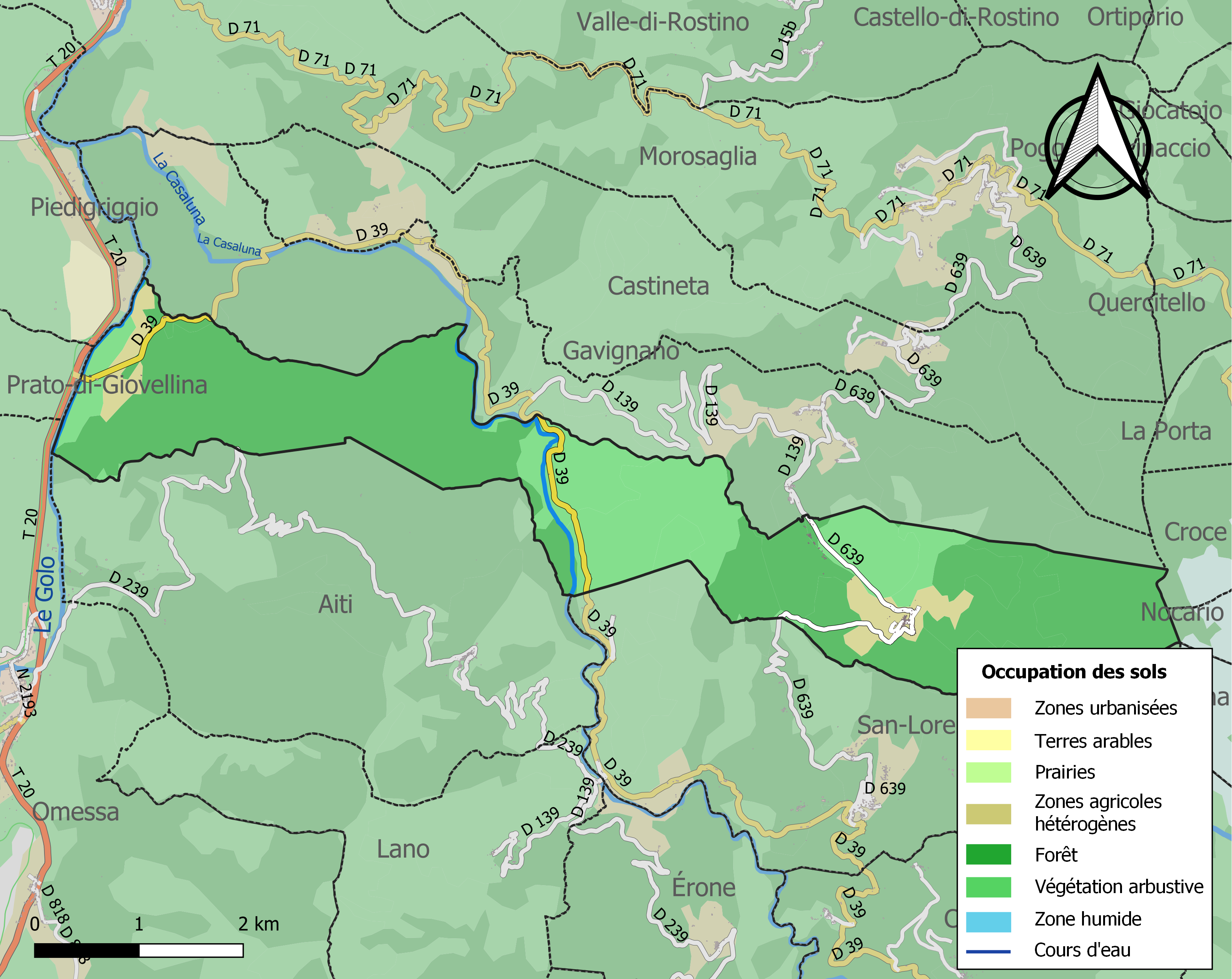
Carte des infrastructures et de l'occupation des sols de la commune en 2018 (CLC).

## Toponymie
Le nom en corse de la commune est u Salgetu, issu du corse salgetu, qui signifie « oseraie ».

## Histoire

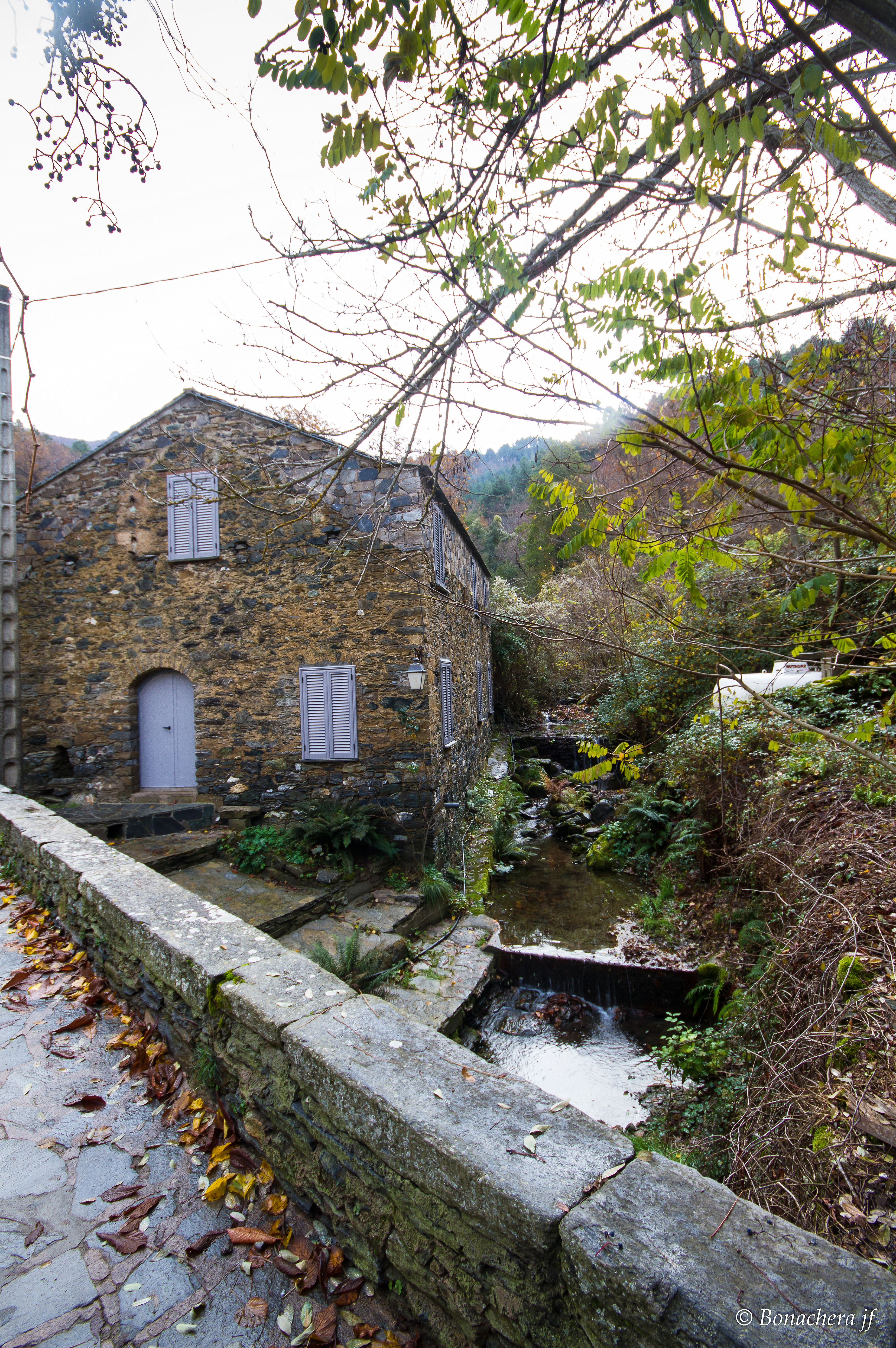
Vue de Saliceto.

La présence humaine est attestée de longue date par des rochers gravés et des fortifications préhistoriques ( u Castellà, ci-infra ). On remarque aussi les stantare (menhirs) en réemploi comme pieds-droits de l'église de Saliceto.
L'origine du village semble liée au rocher fortifiable, qui, au cœur du village, surplombe la rivière. Outre celle du rocher, si beaucoup de vieilles maisons sont fortifiées, notamment a Torra (« la Tour », ancienne demeure des Saliceti), c'est que le village se trouvait "en première ligne" face aux invasions. Chose apparemment curieuse pour un village si bien caché au fond d'une haute vallée. En fait, le danger venait précisément de sa proximité avec la montagne. La mémoire du village conserve le souvenir des razzias qui (venant de la plaine orientale) remontaient le fleuve Fiumaltu, et débouchaient au col Bocca di Pratu. De là, part la Strava Maestra (dite l’autoroute des cimes). Or, Saliceto est le premier lieu habité (très visible), situé en contrebas de cette grande voie muletière antique.
Autrefois, le village principal était Vicinato. Ainsi, lors de la dernière consulte générale de Corse en juin 1794, le député de l'ensemble de la communauté Vicinato-Saliceto, est inscrit comme député de Vicinato.
Puis, les populations respectives des deux villages s’équilibrèrent et la communauté prit, pour nom officiel « Communità di Vicinato e dello Saliceto ».
Finalement, Saliceto devint le village principal, et, au XIXe siècle, son nom, fut successivement écrit  « Lo Saliceto e Vicinato », puis « Saliceto di Rostino », et enfin "Saliceto" (sans article), appellation qui devint le politonyme de la commune.

## Politique et administration

### Liste des maires
| Période                                  | Période  | Identité                         | Étiquette | Qualité  |
| ---------------------------------------- | -------- | -------------------------------- | --------- | -------- |
| Les données manquantes sont à compléter. |          |                                  |           |          |
| 1966                                     | 1984     | Ange Félix Saliceti (1937-2010)  | PS        |          |
| 1989                                     | 1995     | Jean Victor Saliceti (1942-2010) |           |          |
| 1995                                     | 2014     | Roland Rinaldi                   | PS        |          |
| 2014                                     | En cours | Antoine Simonpietri              | PS        | Retraité |

### Jumelages
Les deux communes européennes sont homonymes et jumelées : la commune est jumelée avec son homonyme, le gros bourg piémontais Saliceto (Sarzèj en piémontais).

## Population et société

### Démographie
L'évolution du nombre d'habitants est connue à travers les recensements de la population effectués dans la commune depuis 1800. Pour les communes de moins de 10 000 habitants, une enquête de recensement portant sur toute la population est réalisée tous les cinq ans, les populations de référence des années intermédiaires étant quant à elles estimées par interpolation ou extrapolation. Pour la commune, le premier recensement exhaustif entrant dans le cadre du nouveau dispositif a été réalisé en 2008.

En 2022, la commune comptait 46 habitants, en évolution de −16,36 % par rapport à 2016 (Haute-Corse : +5,15 %, France hors Mayotte : +2,11 %).
| 1800 | 1806 | 1821 | 1831 | 1836 | 1841 | 1846 | 1851 | 1856 |
| ---- | ---- | ---- | ---- | ---- | ---- | ---- | ---- | ---- |
| 331  | 136  | 242  | 286  | 267  | 322  | 280  | 304  | 298  |

| 1861 | 1866 | 1872 | 1876 | 1881 | 1886 | 1891 | 1896 | 1901 |
| ---- | ---- | ---- | ---- | ---- | ---- | ---- | ---- | ---- |
| 279  | 290  | 213  | 273  | 271  | 226  | 214  | 239  | 208  |

| 1906 | 1911 | 1921 | 1926 | 1931 | 1936 | 1946 | 1954 | 1962 |
| ---- | ---- | ---- | ---- | ---- | ---- | ---- | ---- | ---- |
| 199  | 216  | 172  | 170  | 160  | 138  | 152  | 133  | 98   |

| 1968 | 1975 | 1982 | 1990 | 1999 | 2006 | 2008 | 2013 | 2018 |
| ---- | ---- | ---- | ---- | ---- | ---- | ---- | ---- | ---- |
| 85   | 71   | 69   | 52   | 47   | 63   | 67   | 59   | 45   |

| 2022 | - | - | - | - | - | - | - | - |
| ---- | - | - | - | - | - | - | - | - |
| 46   | - | - | - | - | - | - | - | - |

## Culture locale et patrimoine

### Lieux et monuments
L'ensemble du village présente un joli cachet grâce à l'effort fait pour garder son aspect traditionnel, et plusieurs façades ont conservé des particularités architecturales fort anciennes. On remarquera les jolies niches externes de chaque côté des fenêtres (certaines destinées aux vases de nuit. Celles de l'ancienne maison commune -cf. Casa Maio- étant destinées aux lanternes).

#### Église San Cesaru

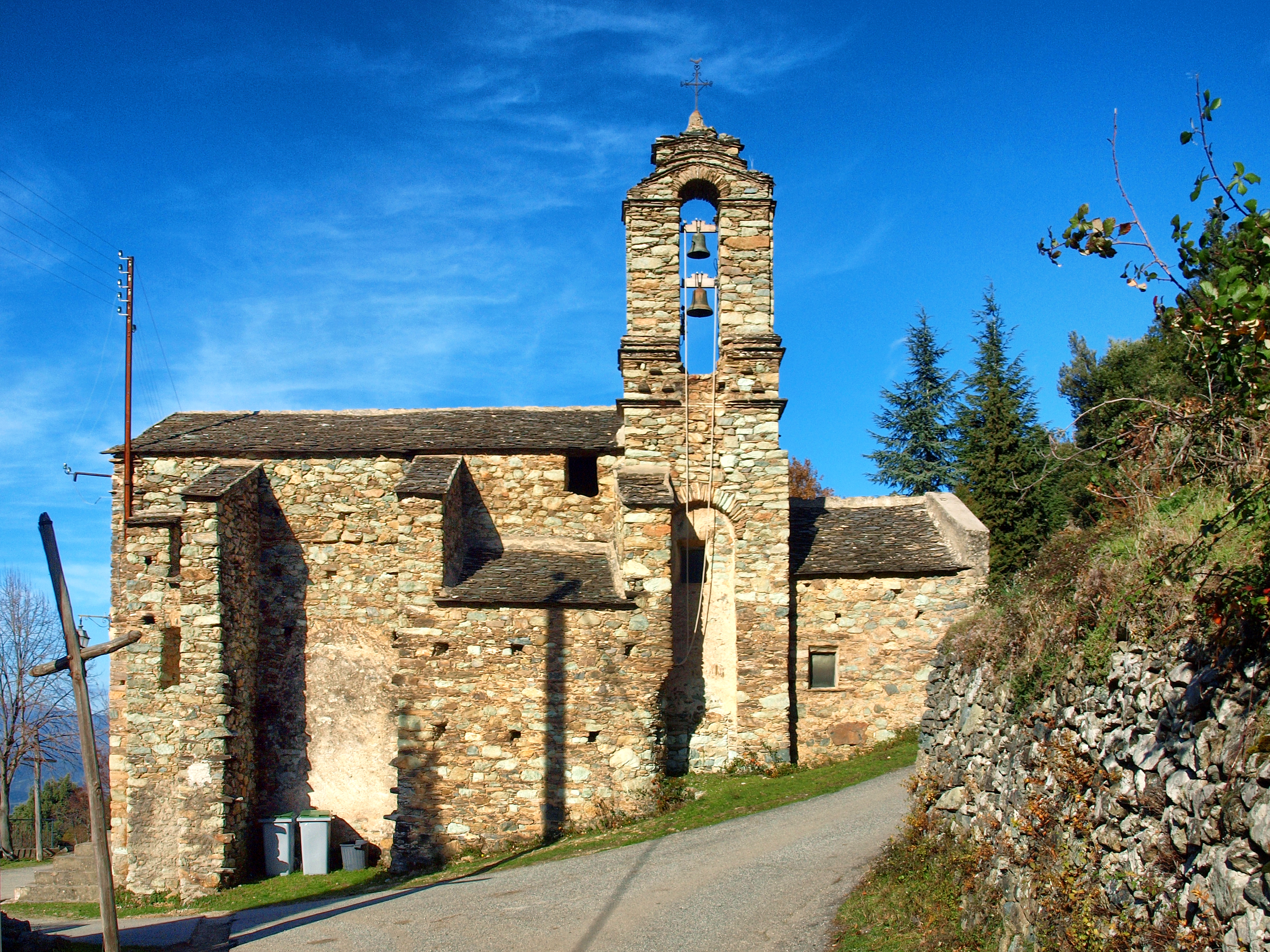
Église Saint-Césaire de Vicinato.

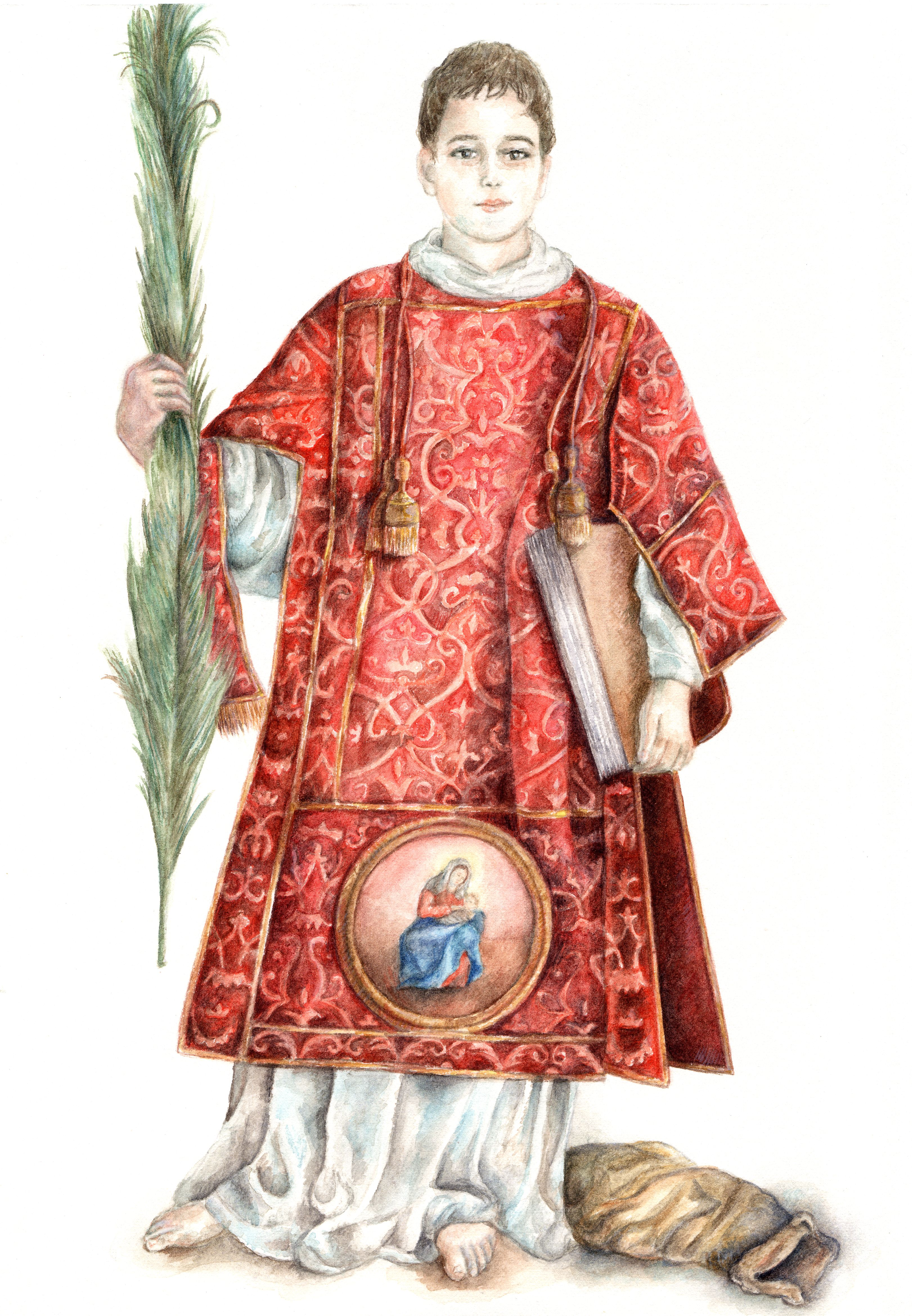
Saint Césaire de Terracina, patron de Vicinato, Saliceto (avec Saint Joseph).

- Saint Césaire de Terracina, patron de Vicinato, Saliceto (avec Saint Joseph).Église Saint-Césaire de Vicinato, dédiée à saint Césaire de Terracina : c'est l'ancienne paroissiale de la communauté ce qui explique qu’elle recèle l’arca (grand caveau collectif sous le dallage de l’église).
- Église paroissiale actuelle de Saliceto : coincée entre la vieille tour et la rivière, la chapelle primitive dut s’agrandir en enjambant cette rivière. Elle présente ainsi la curiosité d'avoir l’autel et le cœur bâtis sur une arche. Les pieds-droits de sa porte sont apparemment de grandes stantare (menhirs) en réemploi christianisé.
- A Tomba : imposant monument funéraire isolé, édifié par l'architecte du tsar
- U Castellà : site préhistorique que l'on peut repérer sur les cartes par l'appellation (déformée) : Punta Castellare. U Castellà est situé en limite des communes de Saliceto et de San Lorenzo.

U Castellà se situe à l’altitude 1060 m, sur l’arête qui descend de San Petrone pour séparer Rostino et Vallerustie. Les ruines de Castellà évoquent une forteresse de l’âge du bronze. Les tonnes de pierres de ses éboulis protègent suffisamment les vestiges archéologiques. Pour les randonneurs, le site peut être atteint, en en suivant l’arrête montagneuse, à partir du Cunventu di San Antone (au col muletier Bocca di Sant’Antone, entre Saliceto et San Lorenzo. De Castellà, jolie vue sur l’ensemble du bassin de Casaluna.
- A Casa Maio ancienne demeure du Pudestà (premier magistrat de la Communauté). On remarque les niches aménagées de chaque côté des fenêtres pour y suspendre les lanternes.
- Tours. Le Casone (long immeuble) est constitué des constructions qui ont progressivement relié et entouré les cinq tours originelles.
- Gravures rupestres. Au lieu-dit A Mazulella[11],

### Personnalités liées à la commune
- Paolo Francesco Giovannoni, oncle de Ghjacintu Paoli (père de Pascal Paoli). En 1734, le général Saliceto, déjà commandant des troupes, est placé à la tête de toute l'armée en compagnie du général Castineta (Ambrosi : cf. Castineta).
- Giovan Carlo Saliceti. Ancien capitaine du Royal Corse (Real Corso), puis officier dans l’armée corse, aux côtés de Paoli, il se rendit célèbre en 1760 par la conquête de la célèbre tour Martellu (Mortella en toscan, Martello en anglais). Ce fait aura, à long terme, un retentissement considérable, car connu de Sir John Moore, celui-ci, en intelligence avec son ami Pasquale Paoli[12], put rompre, en 1794 avec la désastreuse stratégie de l’amirauté, et rééditer rapidement l’exploit du capitaine Salicetu. Cette confirmation qu’une tour canonnière, peut et doit rester, aussi vulnérable sous le feu de l’Army, qu’elle doit rester invulnérable sous le feu de toute navy ennemie,  deviendra la pierre angulaire de la construction des Martellos diffusées dans tout l’Empire britannique. Elles présentent toutes, côté terre, ce discret (et méconnu) défaut de cuirasse.
- Christophe Saliceti (1757-1809). Conventionnel en 1792. Ministre de la police à Naples. À Saliceto, on disait autrefois de lui : « Paga in vintiquattru paesi !» (l'achat des biens nationaux l'avait rendu contribuable dans 24 communes).
- Austinu Pasqualini dit Tintin Pasqualini. Chansonnier, chanteur, auteur. Humoriste corse le plus célèbre. On lui doit de nombreux chefs-d'œuvre émouvants (« L'ombre », …), ou irrésistibles (« L'autoroute Furiani-Furiani », …).
- Ghjuvan’Carlu. Nom d’auteur de Honoré, poète, écrivain, historien érudit du village.
- Camelichju Filippi. Poète et improvisateur. Auteur de centaines de poésies en langue corse.
- Roland Rinaldi, maire de Saliceto de 1995 à 2014. Conservateur Général des Bibliothèques. Directeur de la bibliothèque de l'Université de Corse Pasquale Paoli de 1985 à 2008. Ancien président de l'Association pour la Promotion de l'Archéologie Universitaire Corse.